# Kalman Kahana
Kalman Kahana (hebr.: קלמן כהנא, ur. 31 maja 1910 w Brodach, zm. 20 sierpnia 1991) – izraelski polityk. Wiceminister edukacji i kultury w latach 1951–1955, 1961–1965 oraz 1966–1969;  w latach 1949–1981 poseł do Knesetu z list Zjednoczonego Frontu Religijnego, Po’alej Agudat Jisra’el i Religijnego Frontu Tory. Sygnatariusz Deklaracji niepodległości Izraela.

## Życiorys
Był jednym z sygnatariuszy ogłoszonej 14 maja 1948 Deklaracji niepodległości Izraela.
W wyborach parlamentarnych w 1949 po raz pierwszy dostał się do izraelskiego parlamentu. Zasiadał w Knesetach I, II, III, IV, V, VI, VII, VIII oraz IX kadencji. Był wiceministrem edukacji i kultury w III i IV rządzie Ben Guriona, I i II rządzie Szareta, VIII rządzie Ben Guriona, I, II i III rządzie Eszkola oraz I rządzie Meir.